# 谷間の灯ともし頃
『谷間の灯ともし頃』(When It's Lamp Lighting Time In The Valley) は、ジミー時田とマウンテン・プレイボーイズのアルバム。
時田がアメリカ民謡に取り組んだ作品。全収録曲の半数以上をスティーヴン・フォスターの曲(第1面の全曲と2-4)が占める。
本作から、ギターの名倉あきらが加入。前任者の寺内タケシは、前作収録後に時田からクビを宣告され、脱退。1962年8月に寺内タケシとブルー・ジーンズを結成し、ロカビリー路線に転じた。

## 収録曲
Side 1
1. 草競馬 - When It's Lamplightin' Time in the Valley
2. スワニー河 (故郷の人々) - Swanee River (Old Folks at Home)
3. 金髪のジェニー - Jeanie with the Light Brown Hair
4. オー・スザンナ - Oh! Susanna
5. 夢見る人 - Beautiful Dreamer

Side 2
1. 谷間の灯ともし頃 - When It's Lamp Lighting Time In The Valley
2. 寂しい草原に埋めてくれるな - Bury Me Not on the Lone Prairie
3. わらの中の七面鳥 - Turkey in the Straw
4. 懐かしきケンタッキーの我が家 - My Old Kentucky Home
5. オールド・スモーキー - On Top of Old Smoky

## パーソネル
ジミー時田とマウンテン・プレイボーイズ